# Человек года Республики Карелия

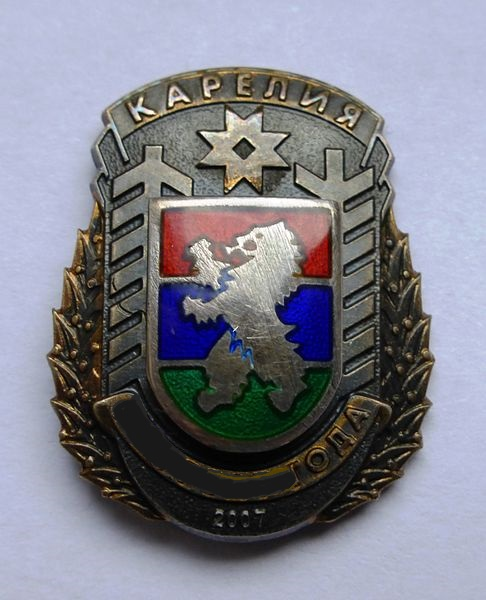
Нагрудный знак «Человек года Республики Карелия»

Человек года Республики Карелия — форма морального поощрения граждан за заслуги перед республикой, а также за плодотворный личный вклад в научное, культурное и социально-экономическое развитие Республики Карелия и высокое профессиональное мастерство.
Присваивается с 1998 года.
Действующее положение о звании установлено Указом Главы Республики Карелия от 23 августа 2002 года № 112 «О лауреатах года и Человеке года Республики Карелия».

## Порядок присвоения звания
Признание граждан лауреатами года Республики Карелия осуществляется ежегодно.
С ходатайствами о присвоении звания могут выступать:
1. трудовые коллективы,
2. органы местного самоуправления,
3. общественные объединения,
4. органы государственной власти Республики Карелия.

Ходатайства вносятся не позднее 1 декабря.
Награждение производится за заслуги перед республикой, трудовые достижения и личный вклад в науку, культуру и социально-экономическое развитие Республики Карелия.
Кандидатуры предварительно рассматриваются специальной комиссией.
Гражданам, включенным в состав лауреатов года, вручаются:
1. памятный диплом,
2. нагрудный знак,
3. денежное вознаграждение в размере 25000 рублей или ценный подарок в пределах указанной суммы.

## Нагрудный знак
Нагрудный знак лауреата года выполняется на основе элементов государственной символики Республики Карелия. Знак является многосоставным: на разомкнутый венок золотистого цвета наложен щит серебристого цвета, трижды пересечённый в равных долях цветами государственного флага Республики Карелия, с изображенным на нём профилем стоящего медведя. Обрамление щита переходит в стилизованное изображение ели с левой стороны и сосны — с правой. В навершии расположена восьмиконечная звезда (сдвоенный крест). В верхней части надпись «Карелия». В нижней части надписи «Человек года», цифровое обозначение года.
Знак имеет номер и приспособление для прикрепления к одежде.
Высота знака — 22 мм, ширина — 17 мм.
Знак изготавливается из золота.

## Удостоенные звания Человек года
1. 1998 год — Эйно Генрихович Карху, доктор филологических наук, главный научный сотрудник Института языка, литературы и истории Карельского научного центра Российской академии наук[2].
2. 1999 год — Борис Афанасьевич Барбалюк, генеральный директор открытого акционерного общества «Муезерский леспромхоз», заслуженный работник лесной промышленности Республики Карелия и Российской Федерации[3].
3. 2000 год — Архиепископ Петрозаводский и Карельский Мануил (Павлов Виталий Владимирович), управляющий Петрозаводской и Карельской епархией Московского Патриархата Русской Православной Церкви[4].
4. 2001 год — Нина Минофиевна Залысина, заслуженный учитель школы Российской Федерации, учитель математики Надвоицкой средней школы Сегежского района[5].
5. 2002 год — Виталий Александрович Федермессер, генеральный директор открытого акционерного общества «Кондопога»[6].
6. 2003 год — Илья Анатольевич Швецов, вальщик леса открытого акционерного общества «Кондопожское лесопромышленное хозяйство»[7].
7. 2004 год — Александр Игоревич Лялля, президент открытого акционерного общества «Беломорско-Онежское пароходство»[8].
8. 2005 год — Евгений Иванович Денисов, генеральный директор общества с ограниченной ответственностью «Кархакос», город Костомукша[9].
9. 2006 год — Александр Викторович Елизаров, спасатель международного класса Петрозаводского поисково-спасательного отряда государственного учреждения «Карельская республиканская служба спасения на водах»[10].
10. 2007 год — Александр Тимофеевич Балашов, главный врач государственного учреждения здравоохранения «Республиканская больница имени В. А. Баранова»[11].
11. 2008 год — Марина Валентиновна Кибисова, акушерка государственного учреждения здравоохранения «Республиканский перинатальный центр»[12].
12. 2009 год — Юрий Исаакович Александров, режиссёр-постановщик Музыкального театра Республики Карелия[1].
13. 2010 год — Борис Константинович Таратунин, председатель Верховного Суда Республики Карелия[13].
14. 2011 год — Маргарита Анатольевна Фотеева[14], многодетная мать[15].
15. 2012 год — Александр Сергеевич Баландин, заслуженный мастер спорта России, член национальной сборной команды России по спортивной гимнастике[16].
16. 2013 год — Александр Лукич Волков, поэт, член Союза писателей России, руководитель литературного объединения «Karjalaine sana»[17]
17. 2014 год — Лилия Алексеевна Степанова, директор Национального ансамбля песни и танца Карелии «Кантеле»[18]
18. 2015 год — Николай Иванович Макаров, генеральный директор АО «Карелстроймеханизация»[19]
19. 2016 год — Николай Леонидович Мячин, заведующий нейрохирургическим отделением государственного бюджетного учреждения здравоохранения Республики Карелия «Республиканская больница им. В. А. Баранова»[20].
20. 2017 год — Николай Владимирович Федоренко, индивидуальный предприниматель, форелевод[21].
21. 2018 год — Сергей Николаевич Петров, заслуженный тренер РФ и Республики Карелия[22].
22. 2019 год — Павел Михайлович Матрюков, директор ООО «Варяг»[23][24]
23. 2020 год — Наталья Николаевна Везикова, доктор медицинских наук, профессор[25]
24. 2021 год — Владислав Владимирович Ларин — тхэквондист, олимпийский чемпион (Токио, 2020).[26]
25. 2022 год — Илья Андреевич Сизов — военный лётчик, Герой Российской Федерации[27].